# Teorema prostih brojeva
U teoriji brojeva, teorema prostih brojeva (engl. prime number theorem, PNT) opisuje asimptotsku distribuciju prostih brojeva među pozitivnim celim brojevima. To formalizuje intuitivnu ideju da prosti brojevi postaju manje zastupljeni kako postaju veći u skladu sa precizno kvantifikovanom stopom kojom do toga dolazi. Teoremu su nezavisno dokazali Žak Adamar i Šarl Žan de la Vale-Pusen 1896. godine, koristeći ideje koje je uveo Bernhard Riman (naročito Rimanovu zeta funkciju).
Prva takva raspodela je π(N) ~ N/log(N), gde je π(N) funkcija raspodele prostih brojeva i log(N) je prirodni logaritam od N. To znači da za dovoljno veliko N, verovatnoća da je slučajni celi broj koji nije veći od N prost broj vrlo blizu 1 / log(N). Sledstveno tome, za slučajni celi broj sa najviše 2n cifara (za dovoljno veliko n) postoji približno upola manja verovatnoća da će on biti prost broj kao slučajni celi broj sa najviše n cifara. Na primer, među pozitivnim celim brojevima od najviše 1000 cifara, jedan od 2300 je prost broj (log(101000) ≈ 2302,6), dok je među pozitivnim celim brojevima sa najviše 2000 cifara, približno jedan od 4600 prost broj (log(102000) ≈ 4605,2). Drugim rečima, prosečni razmak između uzastopnih prostih brojeva među prvih N celih brojevima je oko log(N).

## Iskaz
Neka je π(x) funkcija raspodele prostih brojeva koja daje broj prostih brojeva manji ili jednak sa x, za svaki realni broj x. Na primer, π(10) = 4, jer postoje četiri prosta broja (2, 3, 5 i 7) manja ili jednaka od 10. Prema teoremi prostih brojeva tada je x / log x dobra aproksimacija za π(x) (gde log značava prirodni logaritam), u smislu da je limit količnika dve funkcije π(x) i x / log x kako se x povećava bez ograničenja jednak 1:
{\displaystyle \lim _{x\to \infty }{\frac {\;\pi (x)\;}{\;\left[{\frac {x}{\log(x)}}\right]\;}}=1,}
Ovo je poznato kao asimptotski zakon distribucije prostih brojeva. Koristeći asimptotsku notaciju ovaj rezultat se može napisati kao
{\displaystyle \pi (x)\sim {\frac {x}{\log x}}.}
Ova notacija (i teorema) ne govori o limitu razlike dve funkcije kad se x povećava bez ograničenja. Umesto toga, teorema navodi da x / log x aproksimira π(x) u smislu da se relativna greška ove aproksimacije približava 0, kada se x povećava bez ograničenja.
Teorema prostih brojeva je ekvivalentna tvrđenju da n-ti prosti broj pn zadovoljava
{\displaystyle p_{n}\sim n\log(n),}
asimptotska notacija ponovo ukazuje na to da relativna greška ove aproksimacije pristupa 0 kad se n povećava bez ograničenja. Na primer, 2×1017-ti prosti broj je 8512677386048191063, i (2×1017)log(2×1017) zaokružuje se na 7967418752291744388, sa relativnom greškom od oko 6,4%.
Teorema prostih brojeva je isto tako ekvivalentna sa
{\displaystyle \lim _{x\to \infty }{\frac {\vartheta (x)}{x}}=\lim _{x\to \infty }{\frac {\psi (x)}{x}}=1,}
gde su ϑ i ψ prva i druga Čebiševa funkcija, respektivno.

## Tabelaπ(x),x/ logx, andli(x)
U ovoj tabeli su upoređene vrednosti π(x) sa dve aproksimacije x / log x i li(x). Zadnja kolna, x / π(x), je prosek razmaka između prostih brojeva ispod x.
| x    | π(x)                     | π(x) − x/log x           | π(x)/x / log x | li(x) − π(x)  | x/π(x) |
| ---- | ------------------------ | ------------------------ | -------------- | ------------- | ------ |
| 10   | 4                        | −0.3                     | 0.921          | 2.2           | 2.500  |
| 102  | 25                       | 3.3                      | 1.151          | 5.1           | 4.000  |
| 103  | 168                      | 23.0                     | 1.161          | 10.0          | 5.952  |
| 104  | 1229                     | 143.0                    | 1.132          | 17.0          | 8.137  |
| 105  | 9592                     | 906.0                    | 1.104          | 38.0          | 10.425 |
| 106  | 78498                    | 6116.0                   | 1.084          | 130.0         | 12.740 |
| 107  | 664579                   | 44158.0                  | 1.071          | 339.0         | 15.047 |
| 108  | 5761455                  | 332774.0                 | 1.061          | 754.0         | 17.357 |
| 109  | 50847534                 | 2592.0                   | 1.054          | 1701.0        | 19.667 |
| 10   | 455052511                | 20758029.0               | 1.048          | 3104.0        | 21.975 |
| 1011 | 4118054813               | 169923159.0              | 1.043          | 11588.0       | 24.283 |
| 1012 | 37607912018              | 1416705193.0             | 1.039          | 38263.0       | 26.590 |
| 1013 | 346065536839             | 11992858452.0            | 1.034          | 108971.0      | 28.896 |
| 1014 | 3204941750802            | 102838308636.0           | 1.033          | 314890.0      | 31.202 |
| 1015 | 29844570422669           | 891604962452.0           | 1.031          | 1052619.0     | 33.507 |
| 1016 | 279238341033925          | 7804289844393.0          | 1.029          | 3214632.0     | 35.812 |
| 1017 | 2623557157654233         | 68883734693281.0         | 1.027          | 7956589.0     | 38.116 |
| 1018 | 24739954287740860        | 612483070893536.0        | 1.025          | 21949555.0    | 40.420 |
| 1019 | 234057667276344607       | 5481624169369960.0       | 1.024          | 99877775.0    | 42.725 |
| 1020 | 2220819602560918840      | 49347193044659701.0      | 1.023          | 222744644.0   | 45.028 |
| 1021 | 21127269486018731928     | 446579871578168707.0     | 1.022          | 597394254.0   | 47.332 |
| 1022 | 201467286689315906290    | 4060704006019620994.0    | 1.021          | 1932355208.0  | 49.636 |
| 1023 | 1925320391606803968923   | 37083513766578631309.0   | 1.020          | 7250186216.0  | 51.939 |
| 1024 | 18435599767349200867866  | 339996354713708049069.0  | 1.019          | 17146907278.0 | 54.243 |
| 1025 | 176846309399143769411680 | 3128516637843038351228.0 | 1.018          | 55160980939.0 | 56.546 |
| OEIS | A006880                  | A057835                  |                | A057752       |        |
Vrednost za π(1024) bila je originalno izračunata koristeći Rimanovu hipotezu. Od tada su bezuslovno verifikovane.

## Analog za nesvodljive polinome na konačnom polju
Postoji analogna teorema prostih brojeva koja opisuje „raspodelu” nesažimljivih polinoma preko konačnog polja; njen oblik je upadljivo sličan sa klasičnom teoremom prostih brojeva.
Da bi se to precizno izrazilo, može se uzeti da je F = GF(q) konačno polje sa q elemenata, za neko fiksno q, i da je Nn broj monijskih nesažimljivih polinoma preko F čiji je stepen jednak n. To jest, razmatraju se polinomi sa koeficijentima odabranim iz F, koji se ne mogu zapisati kao proizvodi polinoma nižeg stepena. U ovom okruženju, ti polinomi igraju ulogu prostih brojeva, jer su svi drugi monijski polinomi izgrađeni od njihovih proizvoda. Onda se može dokazati da je
{\displaystyle N_{n}\sim {\frac {q^{n}}{n}}.}
Ako se uradi supstitucija x = qn, onda je desna strana samo
{\displaystyle {\frac {x}{\log _{q}x}},}
čime se pojašnjava analogija. Kako postoji tačno qn monijskih polinoma stepena n (uključujući one koji su sažimljivi), to se može preformulirati na sledeći način: ako je monijski polinom stepena n randomno izabran, onda je verovatnoća da je on nesažimljiv oko 1/n.
Moguće je dokazati i analognu verziju Rimanove hipoteze, naime da je
{\displaystyle N_{n}={\frac {q^{n}}{n}}+O\left({\frac {q^{\frac {n}{2}}}{n}}\right).}
Dokazi ovih tvrdnji daleko su jednostavniji nego u klasičnom slučaju. To obuhvata kratako kombinatorično razmatranje, sumirano na sledeći način: svaki element stepena n proširenja F je koren nekog nesažimljivog polinoma čiji stepen d deli n; pri prebrojavanu ovih korena su uspostavljena dva različita pristupa
{\displaystyle q^{n}=\sum _{d\mid n}dN_{d},}
gde suma obuhvata sve dilioce d od n. Mebijusova inverzija onda daje
{\displaystyle N_{n}={\frac {1}{n}}\sum _{d\mid n}\mu \left({\frac {n}{d}}\right)q^{d},}
gde je μ(k) Mebijusova funkcija. (Ova formula je bila poznata Gausu.) Glavni član se javlja za d = n, i nije teško vezati preostale članove. Izraz „Rimanove hipoteze” zavisi od činjenice da najveći svojstveni dililac od n ne može da bude veći od n/2.

## Literatura
- Hardy, G. H.; Littlewood, J. E. (1916). „Contributions to the Theory of the Riemann Zeta-Function and the Theory of the Distribution of Primes” (PDF). Acta Mathematica. 41: 119—196. doi:10.1007/BF02422942.
- Granville, Andrew (1995). „Harald Cramér and the distribution of prime numbers” (PDF). Scandinavian Actuarial Journal. 1: 12—28. CiteSeerX 10.1.1.129.6847 . doi:10.1080/03461238.1995.10413946. Архивирано из оригинала (PDF) 23. 09. 2015. г. Приступљено 18. 02. 2020.
- Burris, Stanley N. (2001). Number theoretic density and logical limit laws. Mathematical Surveys and Monographs. 86. Providence, RI: American Mathematical Society. ISBN 0-8218-2666-2. Zbl 0995.11001.
- Knopfmacher, John (1990) [1975]. Abstract Analytic Number Theory (2nd изд.). New York, NY: Dover Publishing. ISBN 0-486-66344-2. Zbl 0743.11002.
- Montgomery, Hugh L.; Vaughan, Robert C. (2007). Multiplicative number theory I. Classical theory. Cambridge studies in advanced mathematics. 97. стр. 278. ISBN 0-521-84903-9. Zbl 1142.11001.
- Alina Carmen Cojocaru; M. Ram Murty. An introduction to sieve methods and their applications. London Mathematical Society Student Texts. 66. Cambridge University Press. стр. 35—38. ISBN 0-521-61275-6.
- Landau, Edmund (1903). „Neuer Beweis des Primzahlsatzes und Beweis des Primidealsatzes”. Mathematische Annalen. 56 (4): 645—670. doi:10.1007/BF01444310.
- Dudek, Adrian W. (21. 8. 2014), „On the Riemann hypothesis and the difference between primes”, International Journal of Number Theory, 11 (3): 771—778, Bibcode:2014arXiv1402.6417D, ISSN 1793-0421, arXiv:1402.6417 , doi:10.1142/S1793042115500426
- Ingham, A.E. (1932), The Distribution of Prime Numbers, Cambridge Tracts in Mathematics and Mathematical Physics, 30, Cambridge University Press. Reprinted 1990, . ISBN 978-0-521-39789-6. Недостаје или је празан параметар |title= (помоћ), MR1074573
- Mazur, Barry; Stein, William (2015), Prime Numbers and the Riemann Hypothesis
- Nicely, Thomas R. (1999), „New maximal prime gaps and first occurrences”, Mathematics of Computation, 68 (227): 1311—1315, Bibcode:1999MaCom..68.1311N, MR 1627813, doi:10.1090/S0025-5718-99-01065-0, Архивирано из оригинала 30. 12. 2014. г., Приступљено 18. 2. 2020.

## Spoljašnje veze
- Hazewinkel Michiel, ур. (2001). „Distribution of prime numbers”. Encyclopaedia of Mathematics. Springer.  978-1556080104.
- „Prime number theorem”. PlanetMath.